# Юзуфовский сельсовет
Юзуфовский сельсовет (бел. Юзуфо́ўскі сельсавет) — административно-территориальная единица Минского района Минской области Республики Беларусь. Административный центр — агрогородок Юзуфово.

## История
28 мая 2013 года в состав сельсовета включены населённые пункты Комсомолец, Лесины, Лусково и Соломоречье, исключённые из Папернянского сельсовета.

## Состав
Юзуфовский сельсовет включает 23 населённых пункта:
- Абрицкая Слобода — деревня.
- Буды — деревня.
- Буцевичи — деревня.
- Гаёк — деревня.
- Гатовино — деревня.
- Жабовщина — деревня.
- Жуковка — деревня.
- Казеково — деревня.
- Комсомолец — деревня.
- Лекоревка — деревня.
- Лесины — деревня.
- Лысая Гора — деревня.
- Лысовичи — деревня.
- Лусково — деревня.
- Масловичи — деревня.
- Мацки — деревня.
- Пунище — деревня.
- Сады — деревня.
- Соломоречье — деревня.
- Угляны — деревня.
- Черники — деревня.
- Шепели — деревня.
- Юзуфово — агрогородок.